# منتخب روسيا البيضاء لكرة القاعدة
منتخب روسيا البيضاء لكرة القاعدة هو ممثل روسيا البيضاء الرسمي في المنافسات الدولية في كرة القاعدة
.